# Mathatron
Il Mathatron è stato un calcolatore da tavolo annunciato nel 1963 e venduto da 1964 della Mathatronics, ritenuto il primo della storia.

## Storia
La macchina è stata pensata da William Kahn, ingegnere stanco di usare calcolatrici meccaniche lente e difficili da usare, aiutato da Roy Reach e David Shapiro. Kahn lavorava alla divisione informatica della Honeywell e credeva che i principi dei grandi calcolatori potessero essere applicati anche a macchine da tavolo. I tre condividevano l'idea di un elaboratore personale e nel 1962 lasciano il proprio lavoro, dopo aver terminato il computer Honeywell H-800 e hanno costruito la loro azienda, con 18 000$ di capitale proprio e 54 000$ provenienti da investimenti esterni. Il nome venne ideato dalla moglie di Khan e nel dicembre 1962 si ha il primo prototipo funzionante, che convince gli investitori e raccoglie altri 300 000$.
Nel 1963 Reach ha girato gli Stati Uniti con un modello di legno del calcolatore e degli esempi di elaborati del prototipo e nel novembre 1963 viene annunciata ufficialmente, per venir venduta dal 1964.
Nella primavera del 1964 viene annunciata la nuova versione II, che permette di utilizzare dei programmi in ROM, venduta fino a fine anni '60, quando l'azienda è stata comperata da Wright Line.

## Caratteristiche
La versione base costava 3 490$, poteva anche essere affittata, e pesava 36 kg, era larga 55 cm, alta 35 cm e profonda 60 cm.
Utilizzava una classica  tastiera numerica da calcolatrice e permetteva di scrivere un'espressione in maniera naturale, con le parentesi, così da risolverla, e funzionava in virgola mobile, con 36 bit per la mantissa, 1 per il segno e 8 per l'esponente, così da permettere esponenti tra i 10-42 e 1058
Era capace di fare fino a 100 calcoli al secondo e, dotata di memoria a nuclei magnetici, poteva "apprendere" delle istruzioni per poi ripeterle nella risoluzione di un'espressione.

## Riferimenti
- Mathatronics Mathatron 8-48M Mod II Electronic Calculator
- News Archive - Mathatronics Auxiliary Program Storage Unit Announcement
- The Mathatron desktop calculators
- Old Calculator Museum Advertising & Documentation Archive